# Thomas Szabo
Thomas Szabo (1962) è un regista e sceneggiatore francese.

## Biografia
Nel 2004 crea con Hélène Giraud la prima serie per la TV francese Minuscule - La vie privée des insectes prodotta dallo studio Futurikon. Nel 2010 la seconda serie.
Nel 2014 ha sceneggiato e diretto il film d'animazione Minuscule - La valle delle formiche perdute. Dopo aver studiato arti applicate nel 1983 Thomas Szabo ha iniziato la sua carriera come montatore del suono. Ha fatto il suo servizio nazionale nel cinema dell'esercito, poi è diventato uno storyboarder per le serie di animazione. Nel 1996 collabora con Gaumont Multimedia, che gli offre l'opportunità di produrre la sua prima serie, Les Zinzins de l'espace.
Si occupa anche dello sviluppo del videogioco Stupid Invaders creato da Ubi Soft.
Dal 1999 al 2002 ha collaborato a diverse serie di animazione tra cui Oggy et les Cafards,e Ratz come storyboarder e sceneggiatore.Nel 2002 ha diretto Mouche à merde,un cortometraggio che mescola azione dal vivo e animazione. Sulla base di questo cortometraggio, ha creato con Hélène Giraud nel 2004 la serie Minuscule: La Vie privée des insectes prodotta dallo studio Futurikon. Nel 2003 ha lavorato per Mac Guff dove ha diretto episodi della serie Pat et Stanley di Pierre Coffin, Voyage au centre d'un arbre, un film in 4D per Terra Botanica Park in Angers and Rabbids go Home film promozionale per videogiochi. Nel 2010, ha co-diretto con Hélène Giraud la seconda stagione di Minuscule: La Vie privée des insectes. Nel 2012 ha adattato il mondo di Minuscule in un lungometraggio, co-registrando con Hélène Giraud il film d'animazione Minuscule: La Vallée des fourmis perdues. Il film è uscito nel 2014 e ha vinto il premio per il miglior film d'animazione alla 40ª edizione dei Premi César.

## Filmografia

### Regista

#### Cinema
- Minuscule - La valle delle formiche perdute (Minuscule - La vallée des fourmis perdues) (2014)

#### Televisione
- Space Goofs - Vicini troppo vicini (Les zinzins de l'espace) - serie TV, (1997)
- Minuscule - La vie privée des insectes - serie TV, (2006)

### Sceneggiatore

#### Cinema
- Minuscule - La valle delle formiche perdute (Minuscule - La vallée des fourmis perdues) (2014)

#### Televisione
- Space Goofs - Vicini troppo vicini (Les zinzins de l'espace) - serie TV, (1997)
- Minuscule - La vie privée des insectes - serie TV, (2006)